# Церква Покладення поясу Пресвятої Богородиці (Поділля)
Церква Покладення поясу Пресвятої Богородиці в Поділлі — парафія і храм Заліщицького благочиння Тернопільської єпархії Православної церкви України в селі Поділля Чортківського району Тернопільської области. Пам'ятка архітектури місцевого значення (охоронний номер 519).

## Історія церкви
Перша згадка про храм у селі Поділля (раніше Цапівці) датується 1748 роком. Це була дерев’яна церква з солом’яним дахом, прикрашена красивим вівтарем та іконами. У селі служили освічені священники, зокрема о. Бачинський, який був для людей не лише духівником, а й лікарем, юристом та вчителем.
У 1905 році, за порадою священника Григорія Ковча, громада розпочала будівництво нового, мурованого храму. Будівництво тривало п'ять років, завдяки підтримці заможних жителів села.
У 1910 році новий храм, покритий бляхою і розписаний талановитими художниками, відчинив свої двері для парафіян.
У 1961 році церкву закрили, але пізніше, за ініціативи о. Михайла Бубніва, її відновили. Храм перекрили, поштукатурили, а всередині оновили стіни, вівтар, престол, Божий гріб, хоругви та придбали нові фелони.
13 вересня 2010 року парафіяни відзначили 100-річчя храму. На святкову архієрейську Службу прибув єпископ Тернопільський і Бучацький Нестор. Того ж дня відбулося посвячення школярів в Українське Реєстрове Козацтво.

## Парохи
- о. Бачинський,
- о. Григорій Ковч (до 1919),
- о. Антін Наконечний (1922—1932),
- о. Іван Коцик (1932—1945),
- о. Клим (1946—1953),
- о. Гурко (1953—?),
- о. В. Сикидон,
- о. Василь Семків (1975—1976),
- о. Роман Тарнавський (1976—1984),
- о. Леонід Горошко (1984—1991),
- о. Михайло Бубнів (з 1991).